# Академмістечко (станція метро)
50°27′53.50″ пн. ш. 30°21′18.30″ сх. д. / 50.4648611° пн. ш. 30.3550833° сх. д.
«Академмісте́чко» — 42-га станція Київського метрополітену. Кінцева станція Святошинсько-Броварської лінії, розташована після станції «Житомирська». Названа за розташованим поруч житловим масивом. Відкрита 24 травня 2003 року. Є однією з найзавантаженіших станцій київського метро.

## Опис
Станція мілкого закладення, нового колонного типу з балконами по обидва боки. Двоярусна, нижній ярус — підземний зал. Стелю першого поверху та галереї другого поверху підтримують два ряди колон, є дві посадочні платформи, з двох боків підземний вестибюль з'єднаний сходами з касовими вестибюлями.
Інтер'єр станції незвичний. Про це свідчать люстри зі світловими кулями і яскраві вставки, ніби діаманти в огорожі галереї та сходи посеред платформи.
Колійний розвиток: 6-стрілочні оборотні тупики у кінці лінії.

## Розташування
Розташована станція на перехресті проспекту Академіка Палладіна, вул. Академіка Єфремова та бульвару Академіка Вернадського. Побудована з двома вестибюлями, суміщеними з підземними переходами у напрямку житлових масивів Біличі та Академмістечка.
Станція має важливе транспортне розташування. Звідси вирушають маршрутні таксі до передмістя, зокрема до Ірпеня, Гостомеля, Клавдієва, Пущі-Водиці.

## 4G зв'язок
5 березня 2020 року на станції був вперше в підземних станціях київського метро надано 4G зв'язок від трьох національних операторів зв'язку — Київстар, Vodafone і Lifecell.

## Вади
На етапі проєктування припустились помилки в орієнтації південного касового вестибюля станції, в результаті чого на сходах з платформи утворюються перехресні пасажиропотоки.
На вихід з переходів на поверхню встановлено чотири ескалатори виробництва заводу «Більшовик», які внаслідок хибної конструкції не працюють, відколи відкрито станцію.
Під час літніх злив регулярно підтоплюються підземні переходи, суміщені зі входами на станцію.
У 2020 – 2021 роках після виведення з обігу жетонів, на станції періодично утворювались величезні черги на вхід. 

## Пасажиропотік
| Рік                           | 2009 | 2011 | 2012 | 2013 | 2014 | 2015 | 2016 | 2017 | 2018 |
| ----------------------------- | ---- | ---- | ---- | ---- | ---- | ---- | ---- | ---- | ---- |
| Пасажиропотік, тис. осіб/добу | 45,3 | 46,2 | 49,8 | 52,4 | 51,1 | 51,1 | 53,1 | 56,6 | 56,5 |

## Зображення

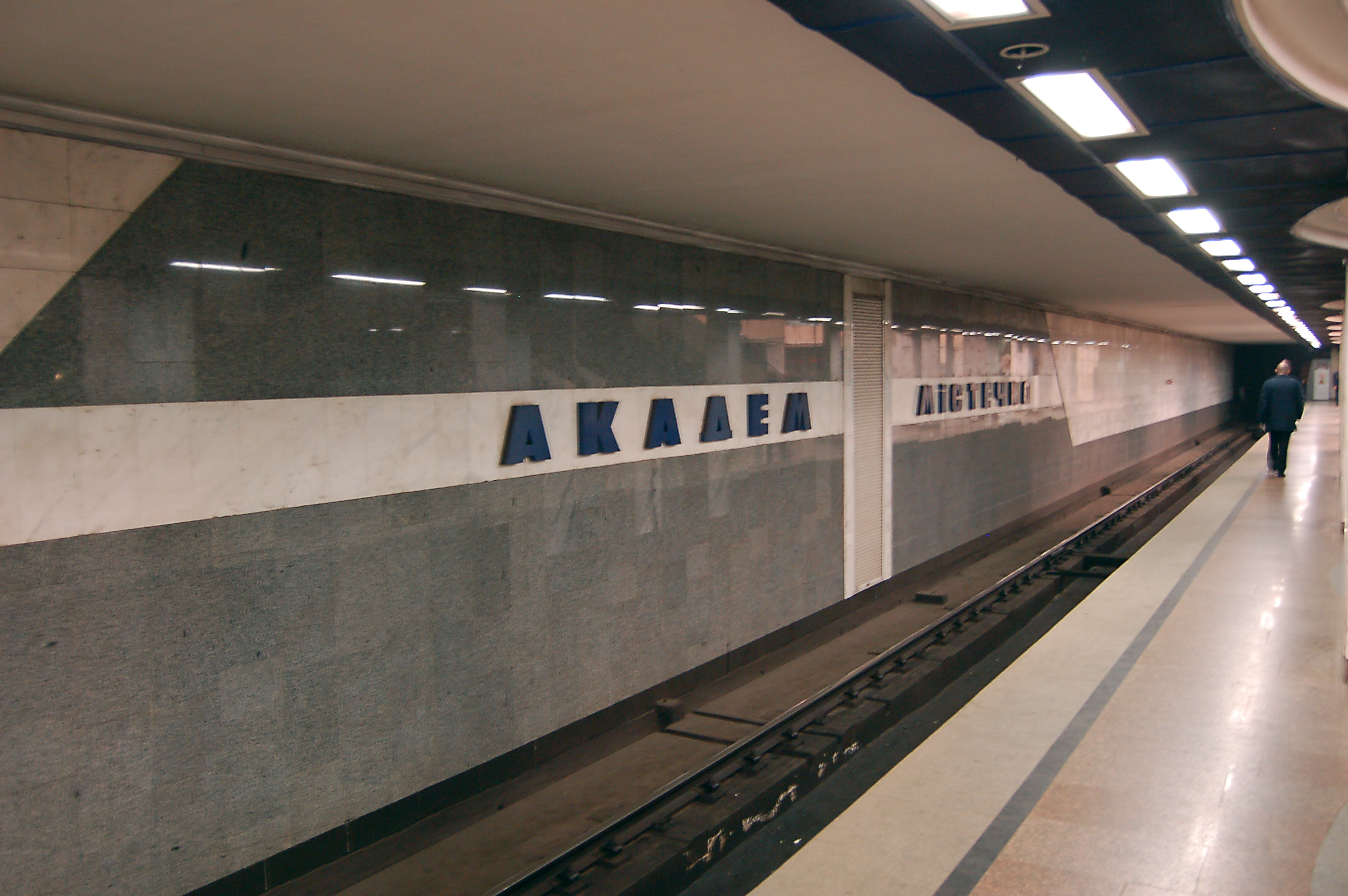
Назва на колійній стіні
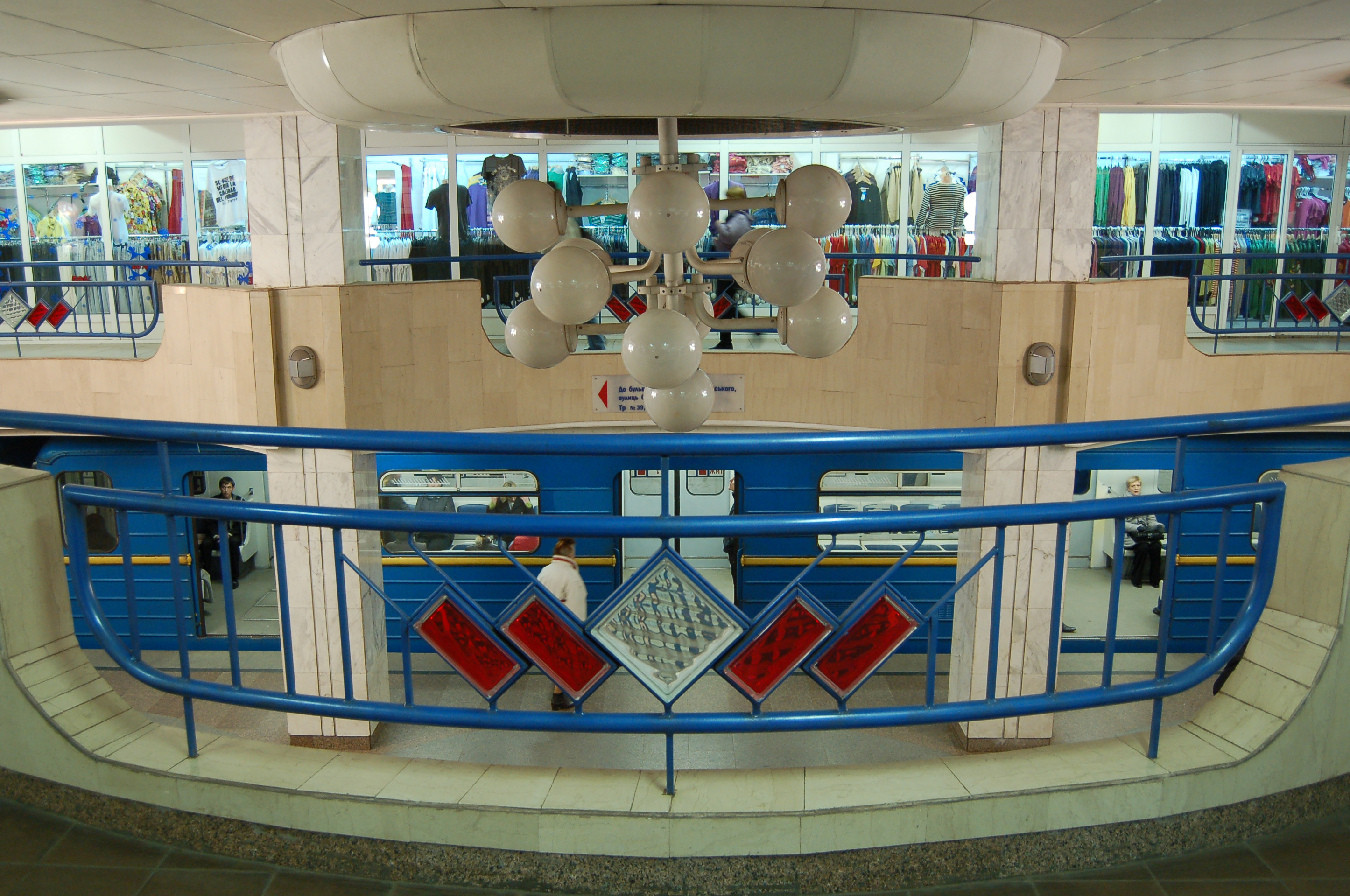
Вигляд з галереї над коліями
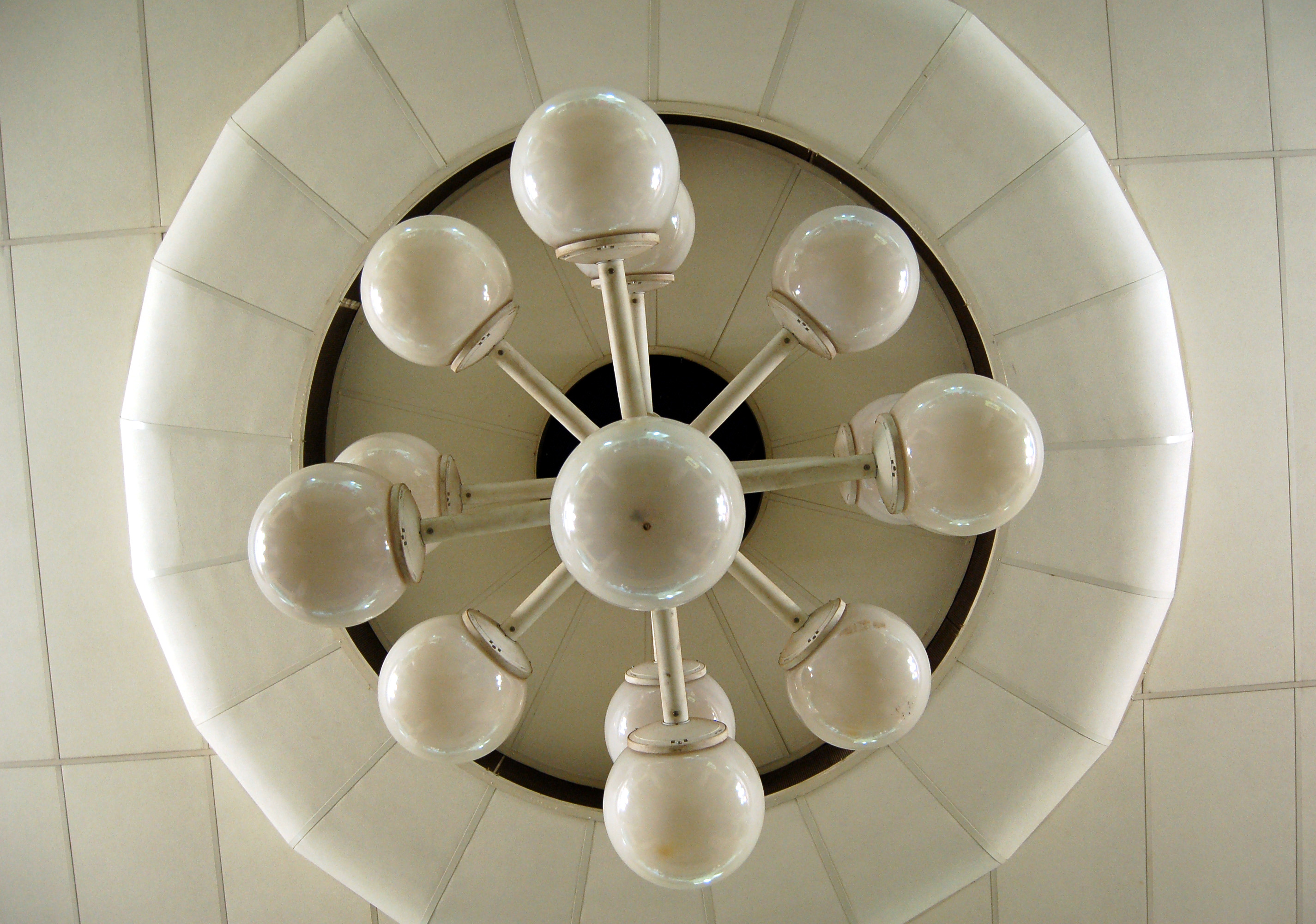
Світильник над платформою
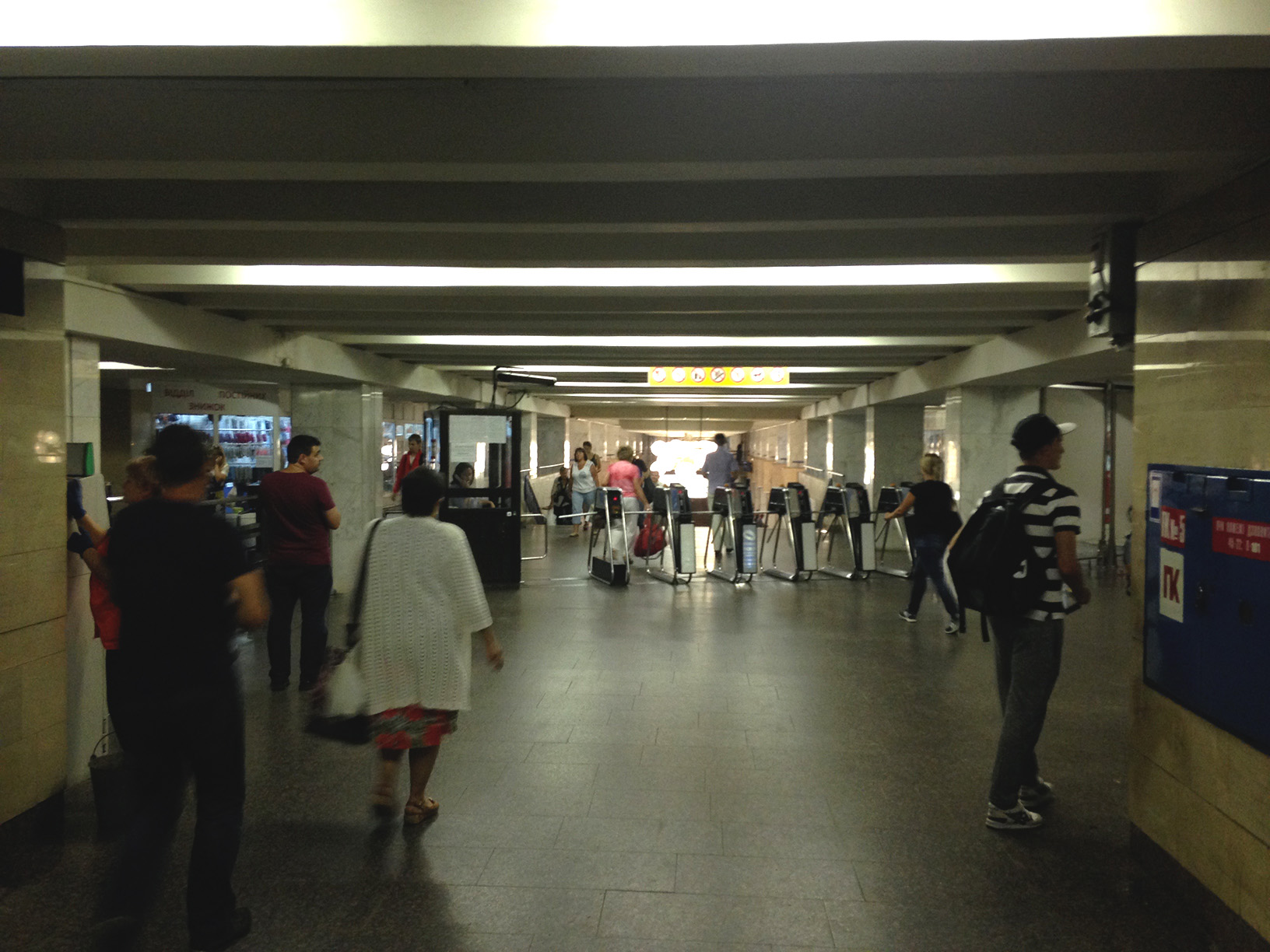
Підземний вестибюль — касовий зал
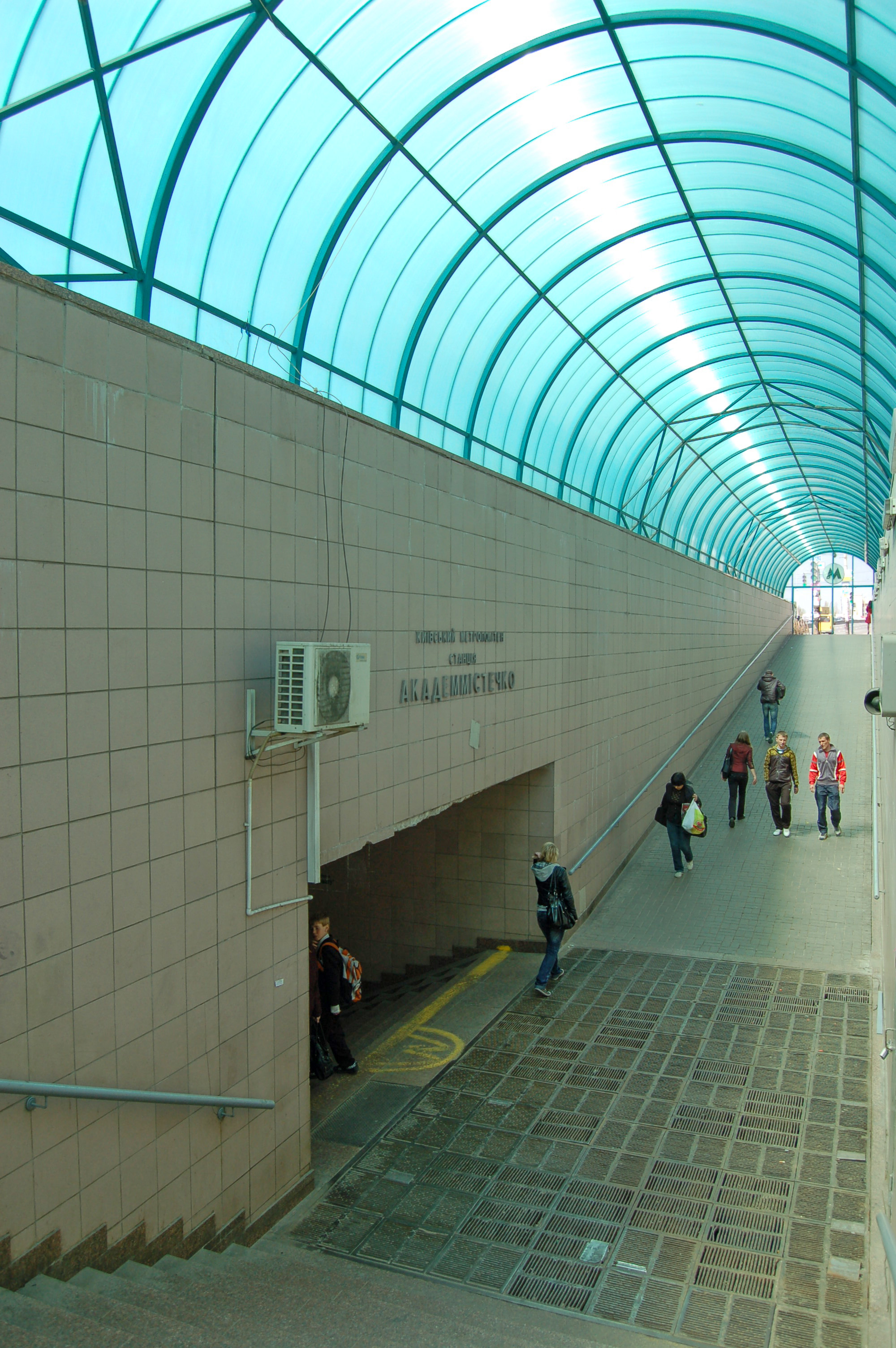
Вхід на станцію
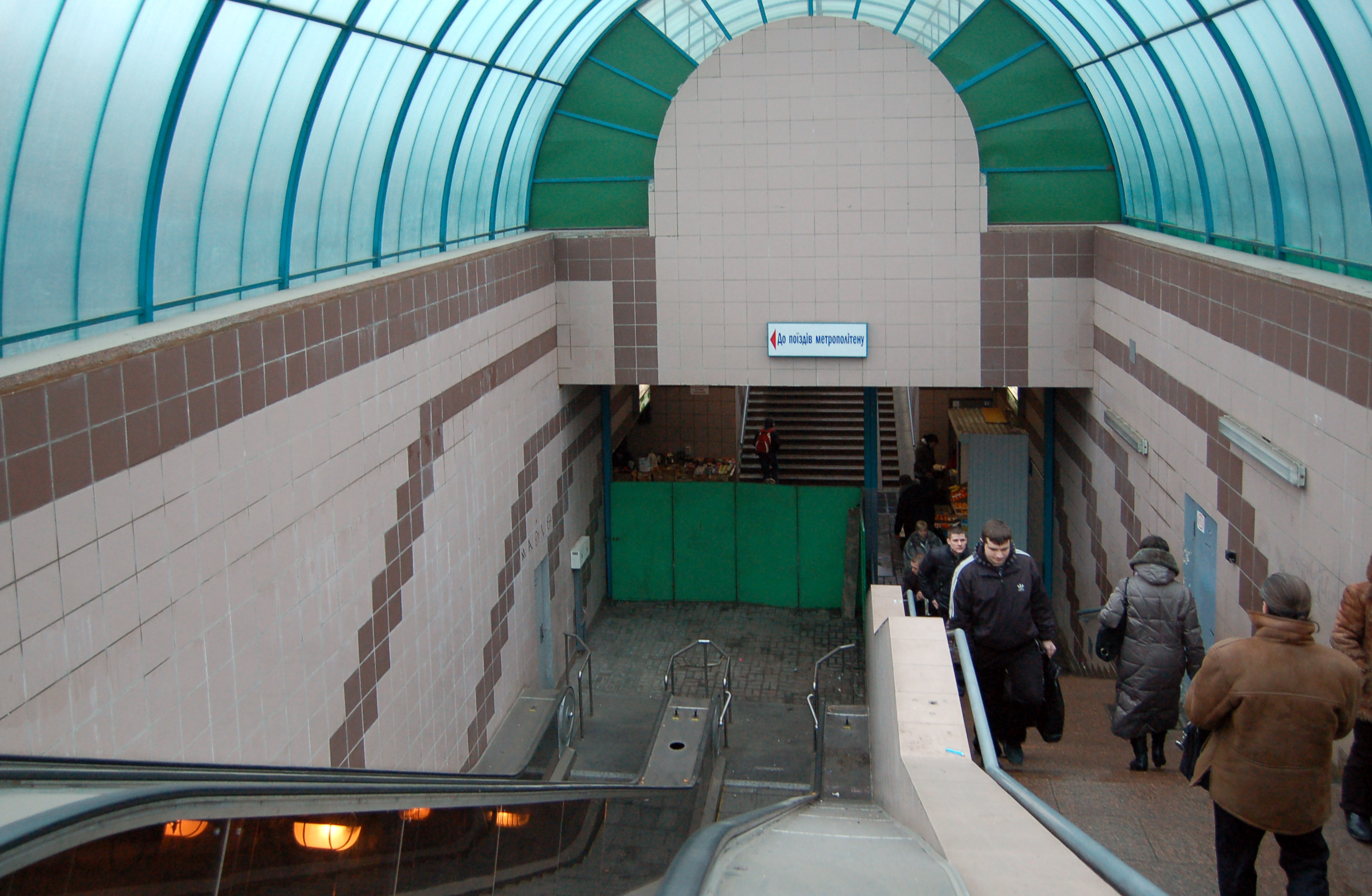
Непрацюючі ескалатори

## Розклад відправлення поїздів
Відправлення першого поїзда в напрямі:
- ст. «Лісова» — 05:51

Відправлення останнього поїзда в напрямі:
- ст. «Лісова» — 22:30